# Danko Lazović
Danko Lazović (Servisch: Данко Лазовић) (Kragujevac, 17 mei 1983) is een voormalig profvoetballer uit Servië die bij voorkeur als aanvaller speelde. Hij speelde 47 interlands voor het Servisch voetbalelftal.

## Carrière
Lazović' carrière begon toen hij vanuit de jeugd van Partizan Belgrado, via een verhuur aan satellietclub FK Teleoptik, in het eerste elftal terechtkwam. Na drie seizoenen vertrok de aanvaller naar Feyenoord voor een bedrag van zeven miljoen euro. In zijn eerste seizoen kwam Lazović regelmatig aan spelen toe, al waren het vaak invalbeurten. Later kwam hij minder aan spelen toe. Hij verloor de concurrentie van Thomas Buffel, Dirk Kuijt en Salomon Kalou, waarna Feyenoord hem in 2005/2006 uitleende aan Bayer Leverkusen. In januari 2006 leende Feyenoord hem uit aan de club waar hij zijn carrière begon, Partizan Belgrado.
Op 6 juli 2006 kocht Vitesse Lazović voor 1,5 miljoen euro. Hij tekende een contract voor vier jaar in Arnhem, waarbij hij het eerste jaar door Feyenoord verhuurd zou worden en daarna voor een periode van drie jaar definitief zou worden overgenomen. Bij Vitesse werd hij topscorer en werd hij door de supporters verkozen tot Vitesse-speler van het jaar. Lazović verhuisde vervolgens naar PSV, dat circa €7.000.000,- voor hem betaalde. Op 20 april 2008 speelde hij met PSV tegen Vitesse voor de landstitel. Lazović stond nog geen twee minuten in het veld, als invaller voor Koevermans, en scoorde.
Lazović raakte in november 2008 in conflict met toenmalig PSV-trainer Huub Stevens, onder wie hij geen basisplaats had. Nadat hij in een wedstrijd tegen Ajax na een invalbeurt betrokken was bij het enige doelpunt van PSV, schold hij Stevens in het Servisch uit. Als gevolg hiervan kreeg Lazović een boete opgelegd en moest hij zijn excuses aanbieden. Op 3 maart 2010 verliet Lazovic PSV en tekende hij een contract bij FK Zenit Sint-Petersburg.
Met Zenit werd hij tweemaal landskampioen van Rusland en won hij eenmaal de beker en de supercup. In 2013 werd hij eerst verhuurd aan FK Rostov en in de zomer ging hij voor twee seizoenen naar FK Partizan. Van februari 2015 tot het einde van dat jaar speelde Lazović in China voor Beijing Enterprises Group FC. In februari 2016 ging hij naar Slovenië om voor Olimpija Ljubljana te spelen. Hij kreeg echter geen werkvergunning en verliet de club eind april. In het seizoen 2016/17 komt Lazović uit voor het Hongaarse Videoton FC. In september 2018 kondigde hij aan per direct te stoppen met voetballen.

## Nationaal elftal
Lazović speelde regelmatig voor Servië en Montenegro onder 21, waarvoor hij verscheidene malen als aanvoerder het veld betrad. Onder leiding van bondscoach Dejan Savićević maakte hij zijn debuut voor de nationale A-ploeg op woensdag 27 maart 2002 in de vriendschappelijke interland in Fortaleza tegen Brazilië, net als Branko Bošković. Hij trad in dat duel na 85 minuten aan als vervanger van aanvaller Savo Milošević.
Sindsdien groeide Lazović uit tot een vaste waarde voor het Servische nationale team. De spits ging de geschiedenisboeken in als de eerste doelpuntenmaker van het Servische voetbalelftal, spelend als zelfstandige republiek. Op 16 augustus 2006 scoorde Lazović de gelijkmaker (1-1) in de wedstrijd tegen Tsjechië die uiteindelijk met 3-1 werd gewonnen door Servië. Sindsdien was Lazović een vaste waarde in de selectie van het nationale elftal, waarin hij afwisselend basisspeler of invaller was.

## Statistieken
| seizoen                    | club                       | land                       | competitie                  | duels | goals |
| -------------------------- | -------------------------- | -------------------------- | --------------------------- | ----- | ----- |
| 2000/01                    | Partizan Belgrado          | Joegoslavië                | Meridian Superliga          | 8     | 0     |
| 2000/01                    | FK Teleoptik               | Joegoslavië                | Srpska Liga Belgrado        | 12    | 7     |
| 2001/02                    | Partizan Belgrado          | Joegoslavië                | Meridian Superliga          | 26    | 9     |
| 2002/03                    | Partizan Belgrado          | Servië en Montenegro       | Meridian Superliga          | 26    | 11    |
| 2003/04                    | Feyenoord                  | Nederland                  | Eredivisie                  | 23    | 6     |
| 2004/05                    | Feyenoord                  | Nederland                  | Eredivisie                  | 18    | 3     |
| 2005/06                    | Bayer Leverkusen           | Duitsland                  | 1. Bundesliga               | 9     | 0     |
| 2005/06                    | Partizan Belgrado          | Servië en Montenegro       | Meridian Superliga          | 11    | 5     |
| 2006/07                    | Vitesse                    | Nederland                  | Eredivisie                  | 32    | 19    |
| 2007/08                    | PSV Eindhoven              | Nederland                  | Eredivisie                  | 31    | 11    |
| 2008/09                    | PSV Eindhoven              | Nederland                  | Eredivisie                  | 27    | 8     |
| 2009/10                    | PSV Eindhoven              | Nederland                  | Eredivisie                  | 22    | 5     |
| 2010                       | FK Zenit Sint-Petersburg   | Rusland                    | Premjer-Liga                | 20    | 5     |
| 2011/12                    | FK Zenit Sint-Petersburg   | Rusland                    | Premjer-Liga                | 31    | 12    |
| 2012/13                    | FK Zenit Sint-Petersburg   | Rusland                    | Premjer-Liga                | 0     | 0     |
| 2012/13                    | →FK Rostov                 | Rusland                    | Premjer-Liga                | 9     | 1     |
| 2013/14                    | FK Partizan                | Servië                     | Superliga                   | 10    | 6     |
| 2014/15                    | FK Partizan                | Servië                     | Superliga                   | 15    | 9     |
| 2014/15                    | Beijing EG                 | China                      | Jia League                  | 28    | 13    |
| 2015/16                    | Olimpija Ljubljana         | Slovenië                   | 1. slovenska nogometna liga | 0     | 0     |
| 2016/17                    | Videoton FC                | Hongarije                  | Nemzeti Bajnokság           | 30    | 10    |
| 2017/18                    | Videoton FC                | Hongarije                  | Nemzeti Bajnokság           | 25    | 14    |
| Bijgewerkt op 29 juni 2016 | Bijgewerkt op 29 juni 2016 | Bijgewerkt op 29 juni 2016 | Totaal                      | 413   | 154   |

## Erelijst
- Kampioen van Servië en Montenegro: 2001/02, 2002/03
- Kampioen van Nederland: 2007/08
- Johan Cruijff Schaal: 2008
- Kampioen van Rusland: 2010, 2011/12
- Russische voetbalbeker: 2010
- Russische supercup: 2011
- Vitesse-speler van het Jaar: 2006/'07